# Isabelle Huber
Isabelle Huber (13 aprile 1981) è un'ex sciatrice alpina tedesca specialista delle prove veloci.

## Biografia
Originaria di Ruhpolding e attiva in gare FIS dal dicembre del 1996, la Huber esordì in Coppa Europa il 5 dicembre 1998 a Špindlerův Mlýn in slalom speciale (30ª) e in Coppa del Mondo il 30 novembre 2000 a Lake Louise in discesa libera (31ª). Il 6 febbraio 2002 ottenne il suo unico podio in Coppa Europa, a Tarvisio in discesa libera (3ª); l'anno dopo ai Mondiali di Sankt Moritz, sua unica presenza iridata, nella medesima specialità fu 25ª.
In Coppa del Mondo ottenne il miglior piazzamento il 31 gennaio 2004 a Haus in discesa libera (4ª) e prese per l'ultima volta il via il 28 gennaio 2006 a Cortina d'Ampezzo nella medesima specialità (32ª). Si ritirò al termine di quella stessa stagione 2005-2006 e la sua ultima gara fu il supergigante dei Campionati tedeschi juniores 2006, disputato il 26 marzo a Innerkrems e chiuso dalla Huber al 2º posto.

## Palmarès

### Coppa del Mondo
- Miglior piazzamento in classifica generale: 49ª nel 2004

### Coppa Europa
- Miglior piazzamento in classifica generale: 58ª nel 2002
- 1 podio:
  - 1 terzo posto

### Campionati tedeschi
- 6 medaglie:
  - 3 argenti (discesa libera nel 2003; discesa libera, supergigante nel 2006)
  - 3 bronzi (discesa libera, supergigante nel 2000; discesa libera nel 2002)